# Cohors IV Sugambrorum
Die Cohors IV (oder IIII) Sugambrorum (deutsch 4. Kohorte der Sugambrer) war eine römische Auxiliareinheit. Sie ist durch Militärdiplome und Inschriften belegt.

## Namensbestandteile
- Sugambrorum: der Sugambrer. Die Soldaten der Kohorte wurden bei Aufstellung der Einheit aus dem germanischen Stamm der Sugambrer auf dem Gebiet der römischen Provinz Germania rekrutiert.

Da es keine Hinweise auf die Namenszusätze milliaria (1000 Mann) und equitata (teilberitten) gibt, ist davon auszugehen, dass es sich um eine reine Infanterie-Kohorte, eine Cohors (quingenaria) peditata, handelt. Die Sollstärke der Einheit lag bei 480 Mann, bestehend aus 6 Centurien mit jeweils 80 Mann.

## Geschichte
Die Kohorte war in der Provinz Mauretania Caesariensis stationiert. Sie ist auf Militärdiplomen für die Jahre 107 bis 128/131 n. Chr. aufgeführt.
Der erste Nachweis in Mauretania Caesariensis beruht auf einem Militärdiplom, das auf 107 n. Chr. datiert ist. In dem Diplom wird die Kohorte als Teil der Truppen (siehe Römische Streitkräfte in Mauretania) aufgeführt, die in der Provinz stationiert waren. Ein weiteres Diplom, das auf 128/131 datiert ist, belegt die Einheit in derselben Provinz.
Der letzte Nachweis der Kohorte beruht auf der Inschrift (CIL 8, 9045), die auf 255 datiert ist.

## Standorte
Standorte der Kohorte in Mauretania Caesariensis waren möglicherweise:
- Caesarea (Cherchell): Die Inschriften (CIL 8, 9363, CIL 8, 9393, CIL 8, 20999) wurden hier gefunden.
- Tatilti (Taraess): Die Inschrift (AE 1995, 1790) wurde hier gefunden.

## Angehörige der Kohorte
Folgende Angehörige der Kohorte sind bekannt:

### Kommandeure
| - P(ublius) Ael(ius) Primianus, ein Tribun (CIL 8, 9045). Er war zuvor auch Decurio der Ala II Thracum Augusta. - Q[] N[]iorius Severus, ein Präfekt (CIL 8, 9363) | - Ti(berius) Claudiu[s] Magnus: er wird auf dem Diplom von 107 als Kommandeur der Kohorte genannt. |

### Sonstige
| - Florus, ein Centurio (CIL 8, 9393) - Lovessius, ein Fußsoldat: das Diplom von 107 wurde für ihn ausgestellt. | - M(arcus) Fannius Vitalis, ein Centurio (CIL 8, 12370) - Vereius Victor, ein Soldat (CIL 8, 9393) |